# Cyborg (película)
Cyborg es una película estadounidense de acción y ciencia ficción de 1989 dirigida por Albert Pyun y protagonizada por Jean Claude Van Damme. Los nombres tanto del protagonista como del antagonista tienen que ver con las marcas de guitarras Gibson y Fender.

## Argumento
Después de una guerra nuclear y en el proceso de deterioro debido a la anarquía social que llegó después, los pocos supervivientes del siglo XXI se ven adicionalmente amenazados por una plaga mortal. Los últimos médicos en Atlanta, Estados Unidos, trabajan para crear una cura contra esa plaga. Sólo Pearl Prophet, una criatura mitad humana, mitad robot (un ciborg) creada para sacar datos de una computadora de Nueva York, vitales para la cura, tiene, después de extraerlos, los datos que necesitan para desarrollar una vacuna contra esa misteriosa plaga. Se encuentra en su camino con Gibson Rickenbacker, que la salva de pandilleros muy peligrosos. Lo hizo, porque Gibson confundió a Pearl Prophet con una mujer que marcó su pasado, Mary, de la cual estaba profundamente enamorado y que perdió a manos del inescrupuloso Fender Trémolo. Gibson busca ahora vengarse de Fender por haberle arrebatado todo y para salvar a Haley, la hermana menor de Mary, que está desde entonces en sus garras y que es ahora todo lo que le queda de su vida pasada.
Al ser secuestrada luego Pearl por Fender y su pandilla, que se han enterado de ella y que quieren la vacuna para monopolizarla y así dominar el mundo, sin que pudiera evitarlo Gibson en el momento, Gibson, decidido a acabar con Fender y salvarla, une por eso fuerzas con Nady Simmons, que también se entera de lo que ocurre y que quiere la cura de la plaga que exterminó a su familia, en diversas peleas. En una de ellas Gibson es brutalmente golpeado y crucificado por Fender y su pandilla, pero consigue romper la cruz a patadas, recordando para ello cómo la pandilla arruinó su vida para ser luego rescatado por Nady, que previamente había podido evadir a Fender y su pandilla en esa pelea. 
Entonces Gibson y Nady deciden enfrentarse a Fender de una vez por todas en los suburbios de Atlanta una vez que a Gibson le curen sus heridas por lo ocurrido, cosa que ocurre. Allí, donde Fender no les espera, Gibson consigue sorprenderlo, derrotar a Fender y a su pandilla, vengarse y salvar a Haley de sus garras, mientras que Nady muere durante ese combate, en el que también pueden liberar a Pearl. Luego Gibson y Haley ayudan a Pearl a llegar con los datos de la vacuna hasta su base de operaciones en Atlanta y así poder dar una esperanza al mundo. Una vez hecho eso Gibson y Haley se van para enfrentarse a otros como Fender.

## Reparto
| Actor                   | Personaje                     |
| ----------------------- | ----------------------------- |
| Jean-Claude Van Damme   | Gibson "Gibs" Rickenbacker    |
| Deborah Richter         | Nady Simmons                  |
| Vincent Klyn            | Fender Tremolo                |
| Dayle Haddon            | Pearl Prophet                 |
| Alex Daniels            | Marshall Strat                |
| Ralf Möller             | Brick Bardo                   |
| Blaise Loong            | Furman Vux / Pirata / Bandido |
| Haley Peterson          | Haley                         |
| Terrie Batson           | Mary                          |
| Jackson "Rock" Pinckney | Tytus / Pirata                |
| Kristina Sebastian      | Joven Haley                   |

## Producción
La idea de la productora Cannon Films era hacer una secuela de Masters del Universo de 1987 y una película de Spider-Man. Ambas cintas serían dirigidas de manera simultánea por Albert Pyun. La productora pasaba por problemas financieros y canceló sus contratos con los dueños de los derechos de ambos personajes, pero ya se habían invertido $2 millones de dólares en el proyecto. Pensando cómo recuperar el dinero invertido, Cannon Films, a través de Pyun, escribió el guion para Cyborg en una sola semana. Pyun pensó en Chuck Norris para que protagonizase la película, pero Menahem Golan optó por Van Damme como protagonista.
La cinta tuvo un presupuesto de 500 000 dólares y el rodaje duró 23 días. Fue también una de las últimas producciones de la Cannon Films. El cineasta usó para el vestuario y algunos de los decorados ya diseñados para la secuela de Masters del Universo.
Los personajes principales tienen nombres de marcas de instrumentos musicales (Gibson, Rickenbacker, Fender, Marshall, Pearl Drum). Jackson "Rock" Pinckney, que interpreta a uno de los pandilleros de Fender, perdió un ojo durante el rodaje cuando Van Damme accidentalmente lo rasgó con un cuchillo. Pinckney demandó a Van Damme en una corte de Carolina del Norte y recibió $485 mil dólares de indemnización.

## Recepción y secuelas
La cinta recibió pésimas críticas a pesar de haber sido un éxito en taquilla. Recaudó más de $10 millones de dólares contra un presupuesto de $500 mil.
A Cyborg le siguieron dos secuelas: Cyborg 2: La sombra de cristal, protagonizada por Elias Koteas y Angelina Jolie, que fue estrenada en 1993. La película Cyborg 3: The Recycler, fue estrenada directo a video en 1995. Ambos filmes guardan una relación muy débil con el original, y fueron fracasos en la crítica y la taquilla.